# Ram Chandra Poudel
Ram Chandra Poudel (geboren 15 oktober 1944) is lid van de Nepalese Congrespartij en sinds 13 maart 2023 president van Nepal. Van de vier presidenten van Nepal waren er drie van de Nepalese Congrespartij.